# 해버수호

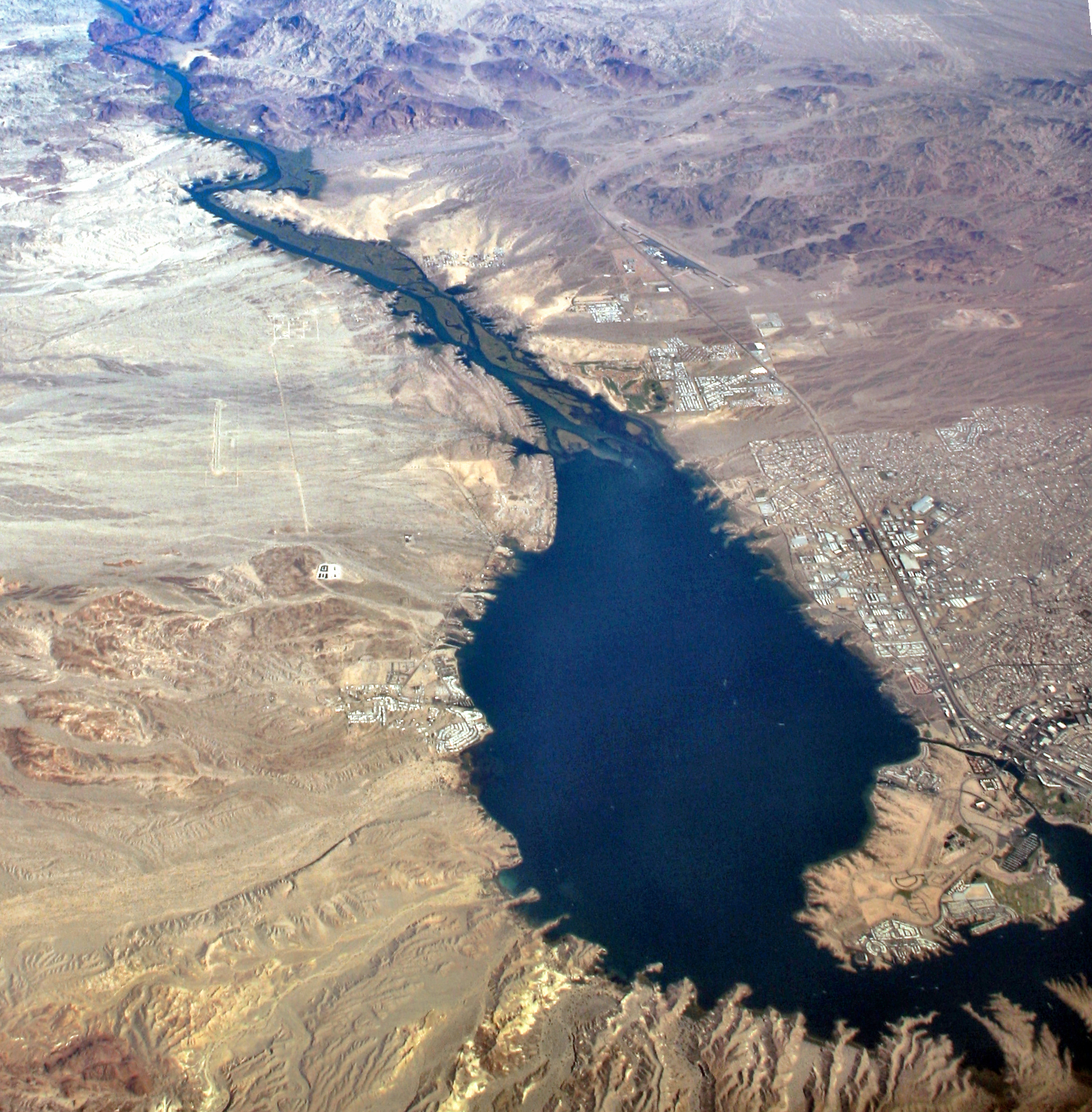
해버수 호

해버수 호(Lake Havasu)는 콜로라도강을 막아서 생긴 저수지이다.

## 같이 보기
- 레이크해버수시티
- 런던 브리지 (미국)